# Jacquemontia tomentella
Jacquemontia tomentella är en vindeväxtart som beskrevs av Hallier f. Jacquemontia tomentella ingår i släktet Jacquemontia och familjen vindeväxter.

## Underarter
Arten delas in i följande underarter:
- J. t. heteroradiata
- J. t. tomentosa